# Gradec (vrsta naselja)
Gradec je vrsta srednjovjekovnog naselja. U srednjem vijeku se gradcem nazivalo svako manje naselje koje je bilo obzidano nekakvim zidinama odnosno bedemom i učvršćeno. Većinom je bilo na uzvisini. Moglo je biti na vrhu ili na obronku s kojeg se može nadzirati nizinsko područje, pod uvjetom da je pristup s viših obronaka bio onemogućen ili prirodno krajnje nepristupačan, nenaseljiv i nepogodan za duže ljudsko zadržavanje u smislu opsade grada.